# 本·菲利普斯 (導演)
本·菲利普斯（Ben Phillips；1992年10月10日—），英國導演、YouTuber、整人專家，他在2014年決定透過影片分享網站vine製作6秒搞笑影片，在2015年12月28日，他的作品達到38億觀看次數。而近期他以Elliot Giles為主，經常將Elliot Giles整的非常狼狽（也有幾部是Elliot Giles反整Ben Phillips，更有三部是整黑粉（haters）的）在近期一次直播Ben Philip公布了Elliot Giles的電話號碼（+077 4921 1687)

## 成名

### 英國國內
2015年3月7日，英國廣播公司報導Ben Phillips 成名的經過。
2015年3月10日，每日鏡報採訪Ben Philips。
2015年7月24日，Ben Phillips一條名為《Super hair gel》的影片被《每日郵報》報導。
2016年12月下甸，Ben Phillips 一條名為《Chilli Willy》的影片被太陽報報導
2017年12月13日，Ben Phillips 開始新youtube動畫頻道《【【Ben & Elliot Show】】》

### 臺灣
2015年7月29日，Ben Phillips的一條名為《Super Hair Gel》的影片获《蘋果日報》報道。
2015年10月下旬，Ben Phillips的一條名為《Awkward erection》的影片被《三立新聞網》和《ETtoday新聞雲》報道。
2015年12月23日，Ben Phillips的一條名為《Water Bedlam》的影片被被《ETtoday新聞雲》、《今日新聞》、《自由時報》報道。
2016年2月8日，Ben Phillips的一條名為《Sun Bed Glue!!》的影片被被被《中時電子報》報道。

## 爭議
本·菲利普斯本人因為長期拍惡整他弟弟的影片，導致他本人的頻道在2018年時被YouTube警告如果再拍這種影片的話你的頻道就會被封鎖和下架，後來他決定會拿捏好尺寸不再拍攝過度惡整他弟弟的影片。